# Édouard Biot
Édouard Constant Biot (* 2. Juli 1803 in Paris; † 12. März 1850 ebenda) war ein französischer Ingenieur und Sinologe.

## Leben und Werk
Édouard Biot war der Sohn des Mathematikers und Physikers Jean-Baptiste Biot. Nach einer Ausbildung am Lycée Louis-le-Grand wurde er 1822 an der Pariser École polytechnique aufgenommen, beschloss jedoch, nicht in die Schule einzutreten und seine Studien auf eigene Faust fortzusetzen. 1825 und 1826 begleitete er seinen Vater als Assistent auf einer wissenschaftlichen Reise nach Italien, Illyrien und Spanien.
Nach seiner Rückkehr nach Frankreich verfolgte er zunächst eine Karriere in der im Aufbau begriffenen Eisenbahnindustrie. 1827 erwarb er zusammen mit Marc Seguin die Konzession zum Bau der Eisenbahnlinie von Lyon nach Saint-Étienne. Nach Beendigung dieses Projekts im Jahre 1833 studierte er bei Stanislas Julien am Collège de France klassisches Chinesisch. Nachdem er zahlreiche Abhandlungen über chinesische Astronomie, Mathematik, Geographie, Geschichte, Gesellschaft und Verwaltung verfasst hatte, wurde er 1847 zum Mitglied der Académie des inscriptions et belles-lettres ernannt. Zudem war er Mitglied der Asiatischen Gesellschaft in Paris und London sowie weiterer Gelehrtengesellschaften.
Nach dreijähriger Ehe verstarb seine Frau 1846. Von der darauffolgenden Krankheit konnte er sich nicht mehr erholen und verstarb vier Jahre später im Alter von 46 Jahren.
Édouard Biot verfasste eines der ersten Handbücher über den Eisenbahnbau, das Manuel du constructeur des chemins de fer (1834 erschienen), sowie zahlreiche Abhandlungen über die chinesische Kultur, von denen die meisten im Journal asiatique erschienen. Zudem übersetzte er auf Französisch sowohl technische als auch sinologische Werke: eine Abhandlung über Maschinen und Manufakturen des Engländers Charles Babbage und die chinesische Verwaltungsliste Le Tcheou-li, ou Rites des Tcheou aus dem 11. vorchristlichen Jahrhundert, die zum Buch der Riten gehört. Seine Arbeiten haben bis heute ihre Bedeutung nicht verloren.

## Werke
- De l’abolition de l’esclavage ancien en Occident. Examen des causes principales qui ont concouru à l’extinction de l’esclavage ancien dans l’Europe occidentale et de l’époque à laquelle ce grand fait historique a été définitivement accompli (Digitalisat)
- Le Tcheou-li, ou Rites des Tcheou (Aus dem Buch der Riten) – (Digitalisat I, II: Textarchiv – Internet Archive).
- Notice sur quelques procédés industriels connus en Chine au XVIe siècle. Digitalisat (PDF; 24 MB).
- Mémoire sur la population de la Chine. Digitalisat (PDF; 26 MB).
- Mémoire sur la condition des esclaves en Chine. Digitalisat (PDF; 24 MB).
- Mémoire sur le système monétaire des Chinois. Digitalisat (PDF; 24 MB).
- Mémoire sur les recensements des terres. Digitalisat (PDF; 29 MB).
- Mémoire sur la condition de la propriété territoriale en Chine. Digitalisat (PDF; 29 MB).
- Note sur la connaissance que les Chinois ont eue de la valeur de position des chiffres. Digitalisat (PDF; 21 MB).
- Traité complet de l’art de compter. Digitalisat (PDF; 23 MB).
- Mémoire sur divers minéraux chinois. Digitalisat (PDF; 21 MB).
- Mémoire sur les montagnes et cavernes de la Chine. Digitalisat (PDF; 25 MB).
- Recherches sur la hauteur. Digitalisat (PDF; 20 MB).
- Recherches sur la température ancienne de la Chine. Digitalisat (PDF; 25 MB).
- Tchou-chou-ki-nien. Digitalisat (PDF; 25 MB).
- Traduction et explication du Tchéou-pe. Digitalisat (PDF; 28 MB).
- Mémoire sur le chapitre Yu-kong du Chi-king. Digitalisat (PDF; 24 MB).
- Mémoire sur les déplacements du cours inférieur du fleuve Jaune. Digitalisat (PDF; 25 MB).
- Recherches sur les mœurs anciennes des Chinois. Digitalisat (PDF; 21 MB).
- Mémoire sur l’extension progressive des côtes orientales de la Chine. Digitalisat (PDF; 23 MB).